# 3411-es busz
A 3411-es jelzésű regionális autóbuszvonal Eger, Bélapátfalva és Nagyvisnyó között húzódik, amelyet a MÁV Személyszállítási Zrt. üzemeltet.

## Útvonala
Az autóbuszvonal Heves vármegye megyeszékhelyét és a tőle 35 kilométerre fekvő községet, Egert és Nagyvisnyót köti össze, útvonalára fűzve egy várost – Bélapátfalvát –, valamint Szarvaskőt, Mónosbélt és Szilvásváradot.
Egyes járatok Egeren belül meghosszabbított útvonalon járnak az egri Volán-telepről (Tompa utca), melyek keresztül az egri vasútállomáson és a Gárdonyi Géza Színházon jutnak el a Barkóczy utcai autóbusz-állomásra. A járatok Eger területén a forgalmasabb; azon kívül minden állomáson és megállóhelyen megállnak, ez alól kivételt képeznek egyes indítások reggelente Eger felől, járatgyorsítás céljából (minél hamarabb érjenek Nagyvisnyóra és indítsák a nagyvárosba a járatuk).
A járatok Egertől a mónosbéli elágazásig a 25-ös főúton tartózkodnak, ahonnan a Borsod-Abaúj-Zemplén vármegye előtti, nagyvisnyói végállomásig a 2506-os mellékúton közlekednek teljes hosszában.

## Közlekedése

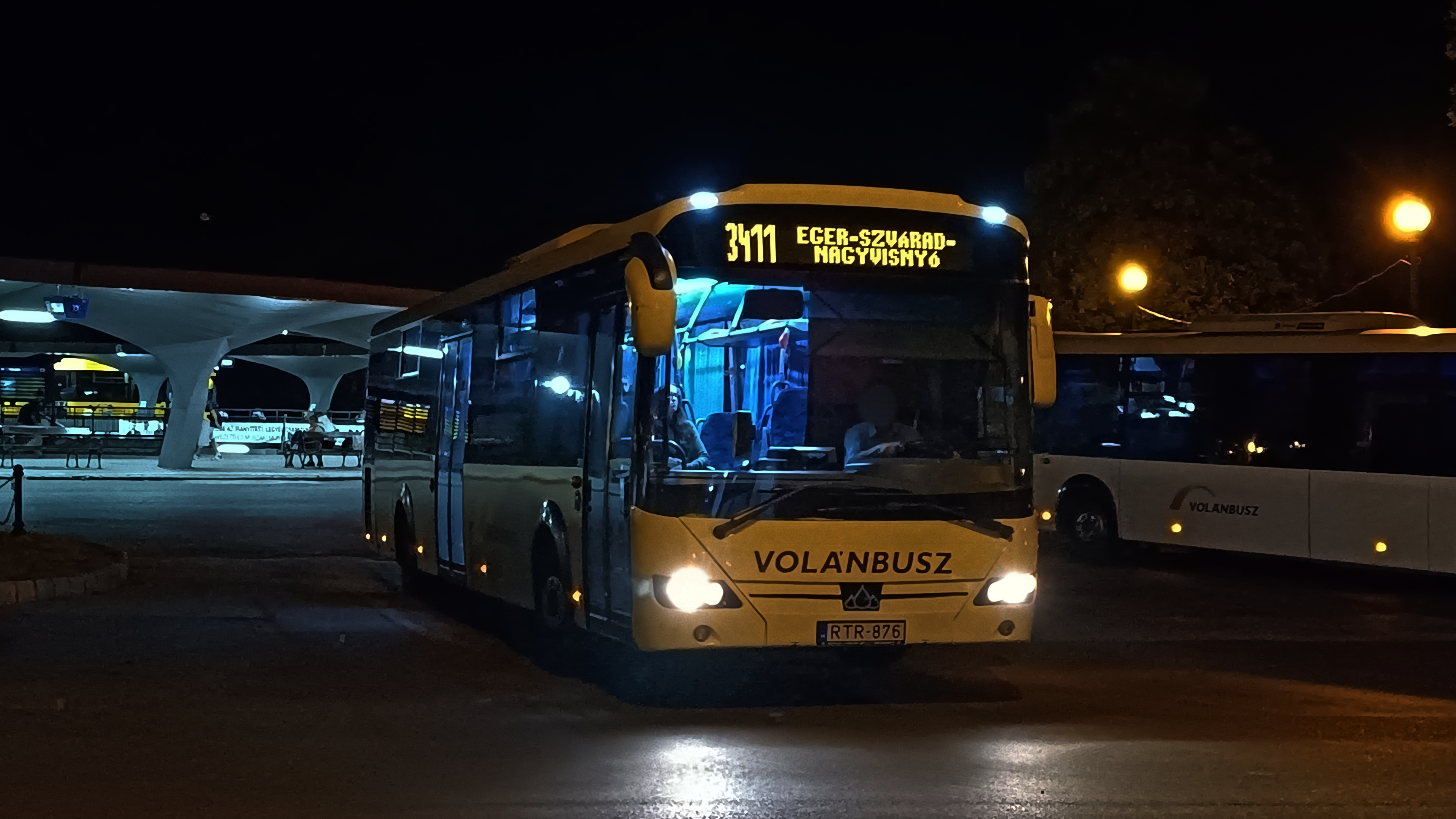
A Barkóczy utcai buszpályaudvarról indul a nap utolsó járataként

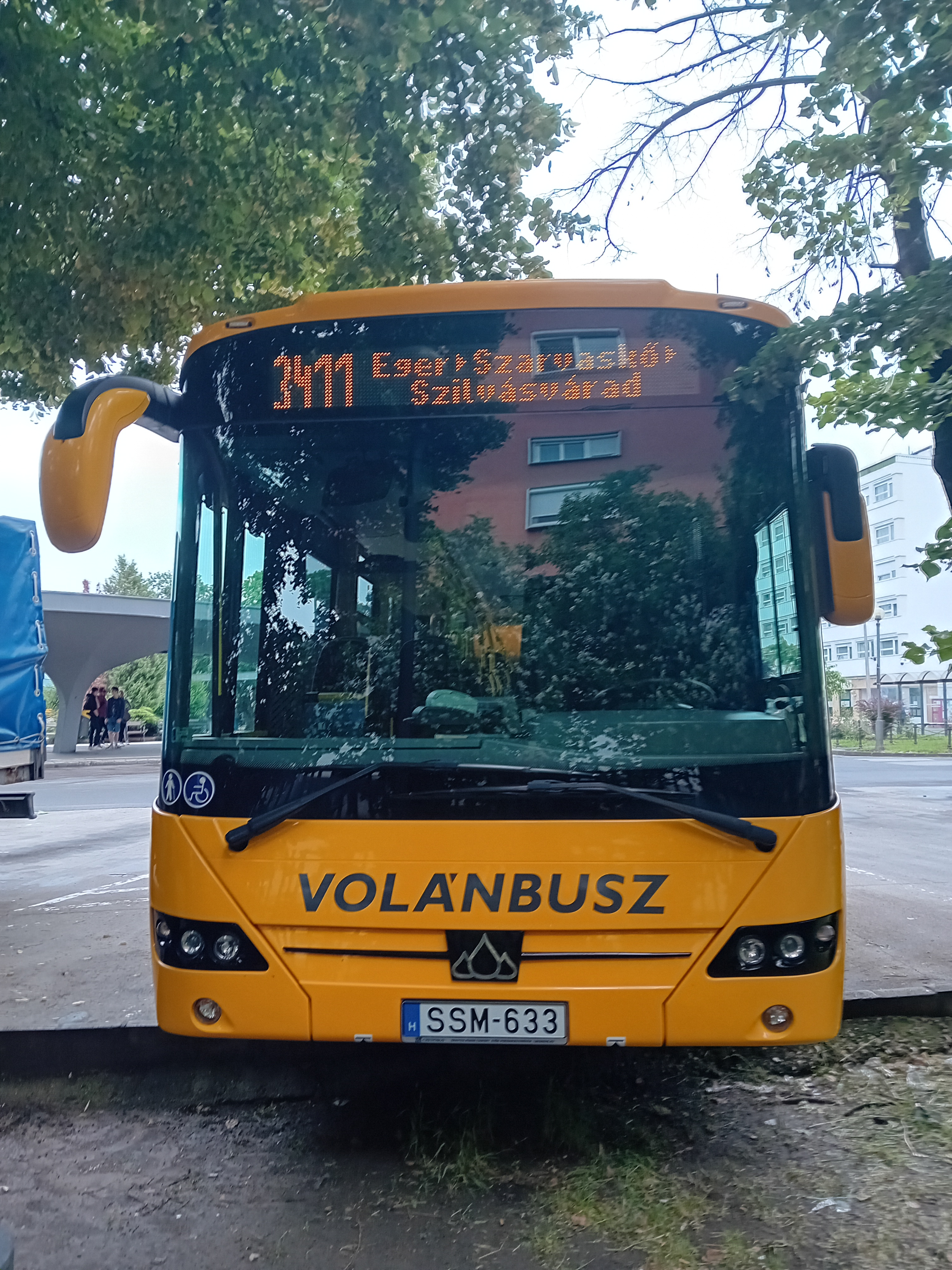
Reggelente kiegészítő járatok közlekedik Szilvásváradra és vissza

Az autóbuszjáratok a hét minden napján közlekednek, ennek többsége munkanaponta történik, mikoris kiegészítő járat indul Szilvásváradról is. Hétvégente többségben vannak az 1054-es távolsági, valamint a 3408-as regionális autóbuszvonalak Nagyvisnyóig, de Szilvásváradig megtalálhatóak a 3410-es, 3412-es és a 4157-es buszok is.
A Füzesabony–Putnok-vasútvonalnak hála 2007-ig teljes szakaszon, azóta csak Szilvásváradig tartó párhuzamos vasúti közlekedés van jelen a települések között. A 87-es vasútvonal ma már kizárólag turisztikai célokat lát el, hiszen munkába ingázásra alig alkalmas a menetidőt és az üzemidőt illetően.
| Viszonylat                                       | Indításszám     | Közlekedési rend          |
| ------------------------------------------------ | --------------- | ------------------------- |
| Eger, Tompa u. ⭠ Szilvásvárad, Miskolci út 144.  | 1 vissza        | munkanaponta              |
| Eger, Tompa u. – Nagyvisnyó, Fő út 103.          | 3 oda, 2 vissza | munkanaponta              |
| Eger, Tompa u. – Nagyvisnyó, Fő út 103.          | 1 oda           | hétvégente                |
| Eger vá., bej. út ⭠ Nagyvisnyó, Fő út 103.       | 1 vissza        | munkanaponta              |
| Eger, aut. áll. – Szilvásvárad, Miskolci út 144. | 1 oda           | munkanaponta              |
| Eger, aut. áll. – Nagyvisnyó, Fő út 103.         | 8 oda, 4 vissza | tanítási naponta          |
| Eger, aut. áll. – Nagyvisnyó, Fő út 103.         | 7 oda, 3 vissza | tanszünetben munkanaponta |
| Eger, aut. áll. – Nagyvisnyó, Fő út 103.         | 1 oda, 3 vissza | hétvégente                |

### Csatlakozások
- Eger vasútállomás, bejárati út megállóban – Budapest felé/felől vonatra/vonatról ( IR87 )

### Járművek
Az autóbuszvonalon kizárólag szóló autóbuszok közlekednek, melyek legtöbbje Credo Econell 12 és Irisbus Crossway típusú. Ezen kívül régebbi szériájú Credo járművek (Credo EC 12, Credo IC 12), Mercedes-Benz Intouro és Alfa Regio kocsik is megjelennek néhány Classic Ikarus mellett.

## Megállóhelyei
| Munkanaponta 6; hétvégente 1 járat által érintett. |                                                     |         | |
| 0                                                  | Eger, Tompa utca végállomás                         | 0.0 km  | 3A, 6, 11, 12, 13, 14, 14E, 16, 112, 113, 914 1050, 1051, 1053, 1054, 1343, 1346, 1348, 1362, 1380, 1427, 1466, 1517 3402, 3408, 3410, 3414, 3423, 3424, 3426, 3430, 3431, 3432, 3433, 3434, 3435, 3436, 3440, 3441, 3442, 3443, 3444, 3445, 3446, 3448, 3472, 3479, 3482, 3484, 3667, 4011, 4015, 4157 |
| 1                                                  | Eger, Nagyváradi út                                 | 0.7 km  | 3A, 6, 11, 12, 13, 14, 14E, 16, 112, 113, 914 1050, 1346, 1380, 1427, 1517 3402, 3407, 3408, 3410, 3414, 3423, 3430, 3431, 3433, 3435, 3442, 3443, 3445, 4011, 4015, 4157 |
| Munkanaponta 7; hétvégente 1 járat által érintett. |                                                     |         | |
| 2                                                  | Eger vasútállomás, bejárati út vonalközi végállomás | 1.6 km  | 3A, 6, 11, 12, 13, 14, 14E, 112, 113 1050, 1051, 1053, 1054, 1343, 1346, 1348, 1362, 1380, 1383, 1402, 1427, 1466, 1517 3400, 3402, 3407, 3408, 3410, 3414, 3423, 3424, 3426, 3430, 3431, 3432, 3433, 3434, 3435, 3436, 3440, 3441, 3442, 3443, 3444, 3445, 3446, 3448, 3472, 3479, 3482, 3484, 3667, 4011, 4015, 4157 IR87 , személyvonat – Eger (87, 87a) |
| 3                                                  | Eger, színház                                       | 2.3 km  | 2, 2A, 7, 7A, 11, 12, 14, 14E, 17, 112 1053, 1054, 1343, 1344, 1346, 1348, 1362, 1380, 1381, 1426, 1427, 1428, 1447, 1468, 1517 3402, 3408, 3410, 3414, 3419, 3420, 3423, 3424, 3426, 3430, 3431, 3433, 3434, 3435, 3436, 3440, 3441, 3442, 3443, 3444, 3445, 3448, 3667, 4011, 4014, 4015, 4018, 4021, 4022, 4157 |
| 4                                                  | Eger, autóbusz-állomás vonalközi végállomás         | 3.0 km  | 2, 2A, 4, 5, 5A, 6, 7, 7A, 11, 12, 14, 14E, 16, 17, 112, 914 1049, 1050, 1051, 1053, 1054, 1343, 1344, 1346, 1347, 1348, 1349, 1351, 1352, 1362, 1380, 1383, 1426, 1427, 1428, 1447, 1466, 1468, 1517 3400, 3402, 3403, 3405, 3406, 3407, 3408, 3409, 3410, 3412, 3414, 3415, 3416, 3417, 3418, 3419, 3420, 3423, 3424, 3426, 3430, 3431, 3432, 3433, 3434, 3435, 3440, 3441, 3442, 3443, 3444, 3445, 3446, 3448, 3450, 3455, 3456, 3457, 3458, 3462, 3469, 3470, 3471, 3472, 3473, 3474, 3476, 3479, 3480, 3481, 3482, 3483, 3484, 3488, 3604, 3660, 3667, 4012, 4014, 4015, 4157 |
| 5                                                  | Eger, Bartakovics út                                | 4.0 km  | 4, 13, 113 1347, 1349, 1351, 1352, 1383, 1447 3400, 3402, 3403, 3404, 3408, 3409, 3410, 3412, 3435, 3454, 3470, 3471, 3472, 3473, 3474, 3476, 3479, 3481, 3482, 3483, 3484, 3488, 4157 |
| 6                                                  | Eger, Kővágó tér                                    | 5.5 km  | 4, 7, 11, 13, 14, 14E, 17, 113 1051, 1053, 1054 3400, 3402, 3403, 3404, 3408, 3409, 3410, 3412, 3435, 3454, 3481, 4157 |
| 7                                                  | Eger, Nagylapos                                     | 4.7 km  | 4, 11, 14, 14E, 16, 914 1053, 1054, 1383 3400, 3402, 3403, 3404, 3405, 3408, 3409, 3410, 3412, 3414, 3435, 3481, 4157 |
| 8                                                  | Eger (Felnémet), felsőtárkányi elágazás             | 7.7 km  | 4, 11, 14, 14E, 16, 914 1053, 1383 3400, 3402, 3403, 3404, 3405, 3408, 3409, 3410, 3412, 3414, 3435, 3481, 4157 |
| 9                                                  | Eger, Almár vasúti megállóhely                      | 10.2 km | 3400, 3402, 3403, 3404, 3408, 3409, 3410, 3412, 3481, 4157 személyvonat – Almár (87) |
| 10                                                 | Almár, hobbitelkek                                  | 13.2 km | 3400, 3402, 3403, 3404, 3408, 3409, 3410, 3412, 3481, 4157 |
| 11                                                 | Szarvaskő, újtelep                                  | 14.8 km | 3400, 3402, 3403, 3404, 3408, 3409, 3410, 3412, 3481, 4157 |
| 12                                                 | Szarvaskő, központ                                  | 15.4 km | 1051, 1054 3400, 3402, 3403, 3404, 3408, 3409, 3410, 3412, 3481, 4157 |
| 13                                                 | Mónosbéli elágazás                                  | 16.5 km | 3400, 3402, 3403, 3404, 3408, 3409, 3410, 3412, 3481, 4157 |
| 14                                                 | Barátkert, Tardosi sporttábor                       | 17.7 km | 3402, 3404, 3408, 3410, 3412, 4157 |
| 15                                                 | Tardosi kőbányák                                    | 19.0 km | 3402, 3404, 3408, 3410, 3412, 4157 |
| 16                                                 | Mónosbél vasútállomás                               | 21.5 km | 1054 3402, 3404, 3408, 3410, 3412, 4157 személyvonat – Mónosbél (87) |
| 17                                                 | Mónosbél, Béke út                                   | 22.1 km | 3402, 3404, 3408, 3410, 3412, 4157 |
| 18                                                 | Bélapátfalva, vásártér                              | 24.0 km | 3402, 3404, 3408, 3410, 3412, 4157 |
| 19                                                 | Bélapátfalva, városháza                             | 24.8 km | 1054 3403, 3404, 3408, 3410, 3412, 3485, 4157 |
| 20                                                 | Bélapátfalva, egészségház                           | 25.4 km | 1054 3408, 3410, 3412, 3485, 4157 |
| 21                                                 | Bélapátfalva, ipari park                            | 26.3 km | 3404, 3408, 3410, 3412, 3485, 4157 |
| 22                                                 | Szilvásvárad, Camping                               | 30.3 km | 3408, 3410, 3412, 4157 |
| 23                                                 | Szilvásvárad, Szalajka-völgyi elágazás              | 30.9 km | 1054 3408, 3410, 3412, 3486, 4157, 4194 |
| 24                                                 | Szilvásvárad, Miskolci út 28.                       | 31.6 km | 1054 3408, 3410, 3412, 3486, 4157, 4194 |
| 25                                                 | Szilvásvárad, Miskolci út 144. vonalközi végállomás | 32.4 km | 3408, 4194 |
| 26                                                 | Szána-völgy                                         | 34.1 km | 3408 |
| 27                                                 | Nagyvisnyó, Fő út 26.                               | 36.7 km | 1054 3408, 4194 |
| 28                                                 | Nagyvisnyó, Fő út 103. végállomás                   | 37.7 km | 3408 |